# Октокоралије
Октокоралије (лат. Octocorallia или Alcyonaria) су корали осмозрачне симетрије са осам потпуних септи (преграда) у гастроваскуларној дупљи и исто толико перастих пипака (тентакула) око усног отвора. Углавном живе у колонијама, али има и оних који живе самостално.

## Унутрашња грађа
У унутрашњости тела осмозрачних корала смештена је гастроваскуларна дупља која је разграната и протеже се кроз читаву колонију залазећи и у тентакуле. Телесни зид је, као код свих жарњака, изграђен од два слоја, ектодерма и ендодерма, између којих је пихтијаста мезоглеја.
У епидермису се налазе:
- епителомишићне ћелије
- чулне ћелије
- жлездане ћелије
- жарне ћелије.

Мезоглеја је желатинозна и код појединачних полипа је танка док у маси ћелија, колонији, она је јако добро развијена и појединачни полипи су утопљени у њој тако да само вире из ње усним деловима. Садржи амебоидне ћелије које могу да обављају различите функције. 
Ендодерм облаже гастроваскуларну дупљу. Садржи попречне мишиће, док се у епидермису налазе уздужни. Попречни и уздужни мишићи су антагонисти по функцији.
Нервни систем је, као код свих жарњака, мрежаст (дифузан) са јачом концентрацијом нервних ћелија око усног отвора. Надраживањем једног полипа, надражај се преноси на све јединке у колонији.
Гонаде се образују на септама између мезоглеје и ендодермиса. Оплођење је спољашње, одвија се или у гастроваскуларној дупљи или у води. Из оплођене јајне ћелије образује се ларва.
Скелет октокоралија је унутрашњи, налази се у мезоглеји. Изграђен је најчешће од калцијум-карбоната, а ређе од рожних материја који могу да награде:
- појединачне минералне иглице (спикуле) од калцијум-карбоната
- велики број спикула које се спајају и награде структуру сличну разгранатом стаблу.

## Класификација
Поткласа Octocorallia дели се на редове:
- столонифера (Stolonifera)
- телестацеа (Telestacea)
- алционацеа
- ценотекалија (Coenothecalia)
- горгонацеа
- пенатулацеа (Pennatulacea).

### Сродни текстови
- жарњаци
- корал
- полип
- морска саса